# Даш Појнт (Вашингтон)
Даш Појнт (енгл. Dash Point) насељено је место без административног статуса у америчкој савезној држави Вашингтон.

## Демографија
По попису из 2010. године број становника је 931.
| Група             | 2000.    | 2010.       |
| Белци             | 0 (0,0%) | 728 (78,2%) |
| Афроамериканци    | 0 (0,0%) | 16 (1,7%)   |
| Азијати           | 0 (0,0%) | 81 (8,7%)   |
| Хиспаноамериканци | 0 (0,0%) | 33 (3,5%)   |
| Укупно            | 0        | 931         |